# Реалізм (філософія)
Реалізм — філософський погляд, за яким існує реальність, незалежна від людської свідомості, людських думок і теоретичних побудов. Реалізм не тотожний матеріалізму, оскільки реалістичні філософські погляди часто, навіть здебільшого, проголошували реальність існування ідей.

## Теорія ідей Платона
Теорія ідей чи форм Платона має дві частини: логічну та метафізичну.
Логічна
На світі існує багато котів. Але кожна людина, коли побачить кота, може сказати, що це кіт. Хоча коти й різні. Значить, вони розділяють якісь спільні властивості. І слово «кіт» означає не якогось конкретного кота, а якусь ідеальну «котячність». «Котячність» не народжується при народженні кота і не вмирає при його смерті. Вона взагалі існує поза часом та простором.
Метафізична
Слово «кіт» означає якогось ідеального Кота, кота, створеного Богом, і єдиного в своєму роді. Всі інші коти лише розділяють його властивості більшою чи меншою мірою неідеально. І саме через цю неідеальність існує багато котів. Ідеальний Кіт реальний, а всі інші нам лише здаються.

## Універсалії Арістотеля
Арістотель критикував теорію ідей Платона і ввів свою доктрину універсалій. Якщо людина є людиною, бо схожа на ідеальну Людину, то має бути ще ідеальніша людина, на яку схожі і людина і Людина. За Арістотелем є слова, що означають єдині у всесвіті речі, наприклад Місяць, Франція, Наполеон, Всесвіт. Це субстанції. А є слова, які позначають речі, яких буває багато: собаки, коти, люди, планети. Це універсалії. Субстанції позначають «це», тобто конкретні об'єкти, а універсалії «яке», тобто властивості об'єктів, за якими ми відносимо їх до певного типу.

## Середньовічний реалізм
В Середньовіччі реалізмом називали напрям думки, протилежний номіналізму щодо питання про універсалії. Реалісти стверджували, що загальні, родові поняття існують насправді, а не є лише знаками чи іменами. Вони поділялися на два табори: крайні реалісти дотримувалися поглядів Платона про те, що загальні поняття, форми, універсалії існують незалежно від речей і до речей, помірковані реалісти слідом за Арістотелем вважали, що універсалії існують в речах.
Виразним представником реалістів був Ансельм Кентерберійський.